# I Only Have Eyes for You (canción)
I Only Have Eyes for You es una canción romántica escrita por el compositor Harry Warren con letra de Al Dubin para la película Dames de 1934, donde era interpretada por Dick Powell y Ruby Keeler. La canción se ha convertido en un estándar de jazz y ha sido grabada entre otros por: Ben Selvin (1934), The Flamingos (1959), The Lettermen (1966) y Art Garfunkel (1975).

## En el cine
La canción aparece en la película de 1935 The Woman in Red, protagonizada por Barbara Stanwyck y Gene Raymond; asimismo en el filme de 1950 Tea for Two donde es cantada por Gordon MacRae.
También aparece en la película de 1993 A Bronx Tale, protagonizada for Robert De Niro.
También aparece en la película de 2001 Los Otros, donde es interpretada por el personaje Grace (Nicole Kidman).